# Bruno Sahliger
Bruno Sahliger (* 18. August 1922 in Seitendorf, Landkreis Freudenthal; † 10. November 1993 in Köfering) war ein deutscher Politiker des GB/BHE und der CSU. Von 1958 bis 1962 war er Abgeordneter des Bayerischen Landtags und von 1978 bis 1993 1. Bürgermeister von Köfering.

## Ausbildung und Beruf
Sahliger besuchte die Volksschule in Seitendorf, die Bürgerschule in Bennisch und die Oberschule in Troppau. Am 8. Oktober 1941 wurde er in die Luftnachrichtentruppe eingezogen und nahm so am Zweiten Weltkrieg teil. Er geriet in britische Gefangenschaft, aus der er am 19. September 1947 entlassen wurde. Danach studierte er an den Hochschulen Regensburg und Bamberg sowie der Universität Erlangen Rechtswissenschaften und Volkswirtschaft. Seine Promotion erfolgte bei Hans Liermann in Erlangen. Daraufhin absolvierte er beim Amtsgericht Beilngries und beim Landgericht Regensburg seinen juristischen Vorbereitungsdienst und legte das große juristische Staatsexamen ab. Mit Abschluss des Studiums war er zunächst als Anwaltsassessor, später als Rechtsanwalt und schließlich als Regierungsassessor beim Versorgungsamt Regensburg tätig, von 1974 bis 1985 war er dessen leitender Direktor.

## Politische Tätigkeiten
Sahliger war lange Jahre in der Vertriebenenarbeit aktiv, unter anderem in der Sudetendeutschen Landsmannschaft als stellvertretender Landesobmann und Bezirksobmann Niederbayern sowie Mitglied der Bundesversammlung. Daneben war er stellvertretender Bezirksobmann der Union der Vertriebenen in der Oberpfalz. Auch im Bayerischen Beamtenbund war er engagiert.
Am 15. Juni 1954 heiratete Sahliger Erna Pielmeier und zog so nach Köfering.
Bei der Landtagswahl 1958 kandidierte Sahliger für den GB/BHE im Wahlkreis Niederbayern und konnte ein Mandat im Landtag erringen. Noch vor der ersten Sitzung trat er jedoch zur CSU über. Er gehörte den Ausschüssen für Angelegenheiten der Heimatvertriebenen und Kriegsfolgegeschädigten sowie für Fragen des Beamtenrechts und der Besoldung an.
Von 1961 bis 1963 war er Vorsitzender der Jungen Union im Bezirk Oberpfalz und von 1968 bis 1984 Vorsitzender des CSU-Ortsvereins Köfering, dieser ernannte ihn am 12. Oktober 1985 zu dessen Ehrenvorstand.
1972 wurde Sahliger erstmals in den Rat der Gemeinde Köfering gewählt. 1978 erfolgte seine Wahl zum 1. Bürgermeister. Wenig später wurde er auch Gemeinschaftsvorsitzender der Verwaltungsgemeinschaft Alteglofsheim.
Sahliger war bis zu seinem Tod Bürgermeister von Köfering. In seinem Amt trug er maßgeblich zum Bevölkerungswachstum seine Gemeinde bei. In einem der von ihm auf den Weg gebrachten Neubaugebiete wurde eine Dr.-Bruno-Sahliger-Straße nach ihm benannt.